# Politische Theorie
Die Politische Theorie (je nach Institut auch Politische Theorie und Philosophie oder Politische Theorie und Ideengeschichte) ist neben den Teilgebieten Vergleichende Politikwissenschaft und Internationale Beziehungen eines der drei zentralen Lehrfächer der Politikwissenschaft, nach denen auch die meisten Lehrstühle benannt werden. Mithin gehört die Politische Theorie zu den Sozialwissenschaften.
Die Politische Theorie selbst kann wiederum in zwei Bereiche mit je zwei Untergebieten unterteilt werden:
- Klassische Politische Theorie:

Gliederung des Fachbereichs der Politischen Theorie

  - In der Politischen Philosophie (auch Normative Politische Theorie genannt), dem ältesten Bereich der Politologie, geht es um normative Fragen, wie die nach dem besten Staatswesen oder ob es gerechte Kriege gibt. In der Regel werden auch Handlungsanweisungen gegeben, wie der gewünschte Soll-Zustand erreicht werden kann.
  - Die politische Ideengeschichte erforscht die seit der griechischen Antike angestellten politischen Ideen und Konzepte. Sie stellt damit quasi die Wissenschaftsgeschichte der Politischen Philosophie und der gesamten Politikwissenschaft dar.
- Moderne Politische Theorie:
  - Die Positive Politische Theorie (auch empirisch-analytische politische Theorie genannt) versucht rein deskriptiv und wertneutral die positive (gesetzte) Realität zu analysieren, zu erklären und möglichst präzise Vorhersagen über die weitere Entwicklung zu machen.
  - In der Wissenschaftstheorie der Politikwissenschaft schließlich wird von einer Metaebene aus das politikwissenschaftliche Vorgehen reflektiert. Neben dem Worüber und der Methodologie des Forschens geht es auch um die Reichweite der Theorien.

Insbesondere auf dem Feld der Politischen Theorie kommt der Charakter der Politikwissenschaft als Integrationswissenschaft vom menschlichen Handeln stark zum Ausdruck. Relevante Beiträge zum Verständnis von Politik kommen insbesondere aus der Philosophie, der Geschichte (Rechts- und Verfassungsgeschichte), der Rechtswissenschaft (Staats-, und Rechtsphilosophie) sowie Soziologie und Psychologie (Anthropologie). Die Grenzen sind dabei manchmal fließend.
Häufige Begriffe und vieldiskutierte Konzepte der politischen Theorie sind u. a. Politik, Staat, Recht, Regierung, Legitimität, Gesetz, Macht, Gerechtigkeit, Herrschaft, Freiheit und Demokratie.

## Klassische Politische Theorie
Die Klassische Politische Theorie umfasst die Politische Philosophie bzw. Normative Politische Theorie sowie die Politische Ideengeschichte:

### Politische Philosophie
Die Politische Philosophie (auch Normative Politische Theorie genannt) beschäftigt sich unter normativem Blickwinkel mit einer Vielzahl politischer Probleme. So sucht die Staatsphilosophie nach einer guten und gerechten politischen Ordnung. Die Sozialphilosophie befasst sich mit der Gesellschaftsstruktur sowie mit dem Verhältnis der Bürger untereinander und zum sozialen System, die Rechtsphilosophie mit den Legitimationsmöglichkeiten von Rechten und Rechtsnormen. Die politische Anthropologie erforscht das Wesen des Menschen und in der politischen Ethik geht es darum moralische Normen (Chancengleichheit, Fairness, Gerechtigkeit etc.) für das politische Handeln von Regierten und Regierenden zu finden. Nachdem sich der empirisch-analytische Zugang auch in der Politikwissenschaft durchgesetzt hat, befindet sich die Politische Philosophie teils auf der Suche nach einer wissenschaftstheoretischen Neuausrichtung.
Moderne vertragstheoretische Werke stammen von John Rawls (A Theory of Justice, 1972 und Political Liberalism, 1992), Robert Nozick (Anarchy, State, and Utopia, 1974) und James M. Buchanan (The limits of Liberty, 1975), den so genannten new contractarians. Der Philosoph William K. Frankena diskutiert über Gerechtigkeit als Chancengleichheit in Some beliefs about justice, 1966. Robert Goodin stellte mit Reasons for Welfare, 1988 eine erste moderne wohlfahrtsstaatliche Begründung vor. Eine analytische Variante der Gemeinwohldebatte auf Basis des Utilitarismus stellte die Sozialwahltheorie dar, als deren Vertreter besonders Kenneth Arrow, Amartya Sen und Otfried Höffe zu nennen sind. Alle diese Konzepte haben den Ausgang vom Individuum gemeinsam.
Gegen eine solche individualistische Grundposition, der gesellschaftlich desintegrierende Wirkung attestiert wurde, stellt sich die politische Philosophie des Kommunitarismus. Michael Sandel, Alasdair MacIntyre, Charles Taylor und Michael Walzer sind die bekanntesten Protagonisten dieser vielfältigen Strömung.
Eine Forschungsfrage – die insbesondere von feministischer Seite gestellt wird – ist, inwiefern die von der traditionellen und modernen politischen Theorie entworfenen Kategorien, die zu grundlegenden Kategorien unseres Denkens geworden sind, von Traditionen der geschlechtlichen Ordnung durchtränkt sind. So sei beispielsweise die für die politische Theorie zentrale Unterscheidung zwischen öffentlicher Sphäre und privater Sphäre eng an eine vorgestellte Geschlechterdichotomie der nach innen gekehrten, die Familie versorgenden Frau und des nach außen gerichteten, für das Gemeinwohl sorgenden Mannes geknüpft.

### Politische Ideengeschichte
Die politische Philosophie stellte eine der ersten Richtungen der Philosophie an sich dar. Es wird vor allem über die richtige Verfassung, also die geeignetste staatliche Ordnung, und die richtige Regierung des Staates nachgedacht.

#### Antike
Als akademische Disziplin hat die politische Philosophie ihre Ursprünge in der antiken griechischen Gesellschaft, in der die verschiedenen Stadtstaaten mit unterschiedlichsten Regierungsformen experimentierten. Dazu gehörten Monarchie, Tyrannei, Aristokratie, Oligarchie, Demokratie (allerdings nicht ganz deckungsgleich mit der modernen Auffassung von ihr) und Ochlokratie. Wichtige schriftliche Werke in dieser Zeit stammen von Platon (Politeia) und Aristoteles (Politika), wobei beide Werke unterschiedlich angelegt sind und zu ganz unterschiedlichen Ergebnissen kommen. Während Platon der Ansicht ist, eine gerechte Regierung liegt dann vor, wenn jeder Teil des Staates (Adel, Krieger, Bürgertum) „das seine tue“, woraus sich eine oligarchische Regierungsform ableitet und was ihn als Gegner der Demokratie ausweist, bezeichnet Aristoteles eine Kombination aus aristokratischer und demokratischer Herrschaft als optimal (Politie). Zur Begründung seiner Ansichten legt Aristoteles auch die erste empirische Untersuchung von Verfassungen vor. Im Hellenismus setzte sich das monarchische Herrschaftsprinzip durch.
Auch in Rom wurden staatsphilosophische Überlegungen angestellt (die unter anderem von den Stoikern beeinflusst waren): Cicero verfasste mit seiner de re publica das staatstheoretische Werk der Römer (in republikanischer Zeit) schlechthin. Darauf aufbauend, ließ er de legibus folgen. Die Römische Kaiserzeit baute jedoch auf einem anderen Fundament auf, nämlich auf dem von Augustus begründeten Prinzipat.
Nennenswerte Beiträge zum politischen Denken der Antike kamen nicht nur von Philosophen, sondern auch von Staatsmännern und Polis-Reformern wie Solon und Kleisthenes, von Geschichtsschreibern wie Herodot, Thukydides und Polybios sowie von Tragödiendichtern wie Sophokles und Euripides. Zur antiken Verfassungsdiskussion siehe auch: Kreislauf der Verfassungen, Mischverfassung

#### Mittelalter
Zentrales Thema des politischen Denkens des Mittelalters ist das Verhältnis von Kirche und Staat. In der Spätantike bzw. dem Frühmittelalter war die politische Philosophie von der Vorstellung eines gottesfürchtigen Staates geprägt. Das in der Spätantike entstandene Werk De civitate Dei des Augustinus mit seiner Gegenüberstellung einer civitas Dei und einer civitas terrena war im Mittelalter sehr einflussreich.
Im Hoch- und Spätmittelalter wurden im Konflikt zwischen Papsttum (Sacerdotium) und Kaisertum (Imperium) ganz unterschiedliche Theorien entwickelt. Der diesbezügliche Konflikt begann im 11. Jahrhundert mit dem Investiturstreit und fand seinen (wenigstens scheinbaren) Abschluss mit dem Untergang der Staufer Mitte des 13. Jahrhunderts. Thomas von Aquin nahm dabei eine vermittelnde Position ein, räumt der geistlichen Herrschaft jedoch ebenfalls eine Vorrangstellung gegenüber der weltlichen Gewalt ein. Am eindrucksvollsten formulierte der Stauferkaiser Friedrich II. die universale Kaiseridee, nach seinem Tod gelang es jedoch seinen Nachfolgern nicht mehr, auf dem Erreichten aufzubauen, das (westliche) Kaisertum verlor zunehmend an Einfluss; davon unbeeinflusst behaupteten die byzantinischen Kaiser weiterhin ihren Führungsanspruch gegenüber der orthodoxen Kirche.
Im Spätmittelalter kam es zu einer Vielzahl polittheoretischer Debatten. So entstanden im Konflikt zwischen Papst Bonifaz VIII. und dem französischen König Philipp dem Schönen mehrere Werke, die entweder den absoluten Machtanspruch des Papstes zu untermauern versuchten (Aegidius Romanus, Jakob von Viterbo u. a.) oder für eine Trennung der geistlichen und weltlichen Gewalt eintraten (Johannes von Paris). Dante wiederum argumentierte in seinem Werk Monarchia für das Weltkaiseramt, welches die römisch-deutschen Kaiser bekleiden würden. Als es in der Zeit Ludwigs des Bayern wieder zur Auseinandersetzung zwischen Papsttum und Kaisertum kam, bezog Marsilius von Padua in seinem einflussreichen Werk Defensor Pacis eindeutig Partei für die Unabhängigkeit des Kaisertums vom Papsttum. Am Ende des Mittelalters gewann auch die Konzilsidee viele Anhänger.

#### Neuzeit
In der Renaissance erfolgt die Verweltlichung der politischen Philosophie. Der Mensch rückt mehr und mehr in den Mittelpunkt der Betrachtungen, in denen auch die Bildung von souveränen Staaten gedanklich vorbereitet wird. Eine zentrale Rolle in der politischen Philosophie dieser Zeit spielt der Italiener Niccolò Machiavelli, der im 16. Jahrhundert in äußerst nüchterner Weise die Gesetzmäßigkeiten von Macht und Politik analysiert. Machiavelli gilt als einer der Vorbereiter der Einigung Italiens. Jean Bodin nimmt eine ähnliche, wenn auch weniger prominente Rolle in Frankreich ein. Der Engländer Thomas Morus beschrieb in seinem Werk Utopia ein fiktives Staatsmodell ohne Privateigentum und hielt seinen Zeitgenossen einen kritischen Spiegel vor. Dieses Buch gab den Anstoß zum Genre der Sozialutopie.
Im 17. Jahrhundert sind der niederländische Völkerrechtslehrer Hugo Grotius (1583–1649) und der Rechts- und Staatstheoretiker Samuel Pufendorf (1632–1694) zu nennen, der als einer der ersten bedeutenden Vertreter des rationalen Natur- und Vernunftrechts betrachtet wird. Pufendorf ist der einzige deutsche politische Denker in der Epoche der Aufklärung, dessen Ideen in einem erheblichen Maße historisch wirksam wurden und sich in der Kodifizierung des modernen Naturrechts in der Epoche der Aufklärung in einer weltweiten Verbreitung und Rezeption auch international niederschlagen konnten.
Als einer der bedeutendsten politischen Denker des 17. Jahrhunderts schlechthin wird der englische Philosoph Thomas Hobbes (1588–1679) angesehen. Hobbes’ Werk gilt als grundlegend für die moderne politische Philosophie. Mit seinem individualistischen Vernunftverständnis, mit dem er mit dem politischen Aristotelismus bricht, liefert der Kontraktualist den ersten systematischen Staatsentwurf der politischen Philosophie der frühen Neuzeit. Er vertritt ein Naturrechtsverständnis, dass sich der Staat insbesondere durch die Sicherheit legitimiert, die er für seine Bürger schafft.
Für Hobbes begründet sich die staatliche Gewalt damit nicht dadurch, dass sie als Angelegenheit des gesamten Bürgertums verstanden wird (wie dies etwa Cicero annimmt) noch durch Übereinstimmung mit dem göttlichen Willen (das wäre die Position des Augustinus) und auch nicht durch das Gottesgnadentum der Monarchen. Nur die Aufrechterhaltung der öffentlichen Ordnung ist Legitimationsgrundlage des Staates, dies ist als Legitimationsgrundlage aber auch vollkommen ausreichend, dabei ist die Macht des Staates prinzipiell unbegrenzt.
Als modernster politischer Denker und Begründer des liberalen Verfassungsstaates gilt der Philosoph John Locke (1632–1704), der wie sein englischer Landsmann Thomas Hobbes zu den bedeutendsten Politischen Theoretikern in der frühneuzeitlichen Epoche der Aufklärung gehört. Locke hat das philosophische, politische und ökonomische Weltbild des frühbürgerlichen Zeitalters nach Walter Euchner (Klassiker des politischen Denkens) wie kein anderer sonst geprägt und als politischer Theoretiker die Prinzipien des modernen Verfassungsstaates formuliert.
In Abgrenzung zu Hobbes formuliert der britische Universalgelehrte John Locke gegen Ende des 17. Jahrhunderts im frühen Zeitalter der Aufklärung, dass jeder Bürger das Recht auf Leben, Freiheit und Eigentum habe, und die Bewahrung dieser Güter der Zweck des Staates sei. Darum müsse der Staat diese Güter respektieren, und die Bürger hätten gegen unbillige Eingriffe des Staates in diese Güter das Recht zum Widerstand. Mit Locke beginnt der Einzug der Lehre von der Volkssouveränität in der heute bekannten Form; der Begriff selbst stammt aber bereits von Marsilius von Padua.
Etwa gleichzeitig formulierte Montesquieu in Frankreich das Postulat der Gewaltenteilung in Legislative, Exekutive und Judikative. Jean-Jacques Rousseau baute die Lehren von Locke und Montesquieu noch aus. Seiner Ansicht nach geht alle Staatsgewalt vom Volke aus, und die Regierenden haben sich nach dem Volonté générale des Volkes zu richten. Für Rousseau ist die direkte Demokratie die einzig angemessene Regierungsform, diese und andere radikale Ansichten des französischen Philosophen sind bis heute heftig umstritten.

#### Moderne und Gegenwart
Die wirtschaftlichen, gesellschaftlichen und politischen Umwälzungen des späten 18. sowie des 19. und 20. Jahrhunderts, unter anderem die Forderung breiter sozialer Schichten nach politischer Repräsentation und dann auch wirtschaftlicher Teilhabe, die sich etwa in der französischen Revolution von 1789 manifestiert, und die Ausbreitung des Kapitalismus stellen das politische Denken vor völlig neue Herausforderungen. Immanuel Kant sieht die Lösung in Anlehnung an Rousseau in der republikanischen Staatsform und stellt bei dieser Gelegenheit die These vom demokratischen Frieden auf, die besagt, dass Demokratien nicht geneigt sind, Kriege gegeneinander zu führen. Die Begriffe Republik und Demokratie wurden damals weitgehend synonym verwendet. Dagegen glorifizierte Hegel den monarchischen preußischen Vernunftstaat.
In der Folge bemühen sich die Denker des Liberalismus, des Konservatismus und bald darauf auch des Sozialismus, hier Antworten zu finden. Auf Seiten der Konservativen betont Edmund Burke den Wert der bestehenden, vorrevolutionären sozialen Ordnung und will allenfalls behutsame, schrittweise Reformen akzeptieren. Alexis de Tocqueville sieht die Entwicklung zur Demokratie als unumkehrbar, ein Prozess, den er als ambivalent bezeichnet. Ganz anders sehen dies naturgemäß die Liberalen. Sie treten vehement für die republikanische Staatsform ein. Bedeutende Dokumente des Liberalismus dieser Zeit sind die Federalist Papers von Alexander Hamilton, James Madison und John Jay sowie das Werk On Liberty von John Stuart Mill. Aber auch Jeremy Bentham ist zu nennen. Robert Owen, Pierre-Joseph Proudhon, Wilhelm Weitling (Frühsozialisten), Karl Marx (Wissenschaftlicher Sozialismus) sowie, dann schon im 20. Jahrhundert, Rosa Luxemburg, Lenin und Trotzki waren die wichtigsten Vertreter der sozialistischen Denkrichtung. Eine Minderheit von Denkern wandte sich dem Anarchismus (Max Stirner, Michail Bakunin, Peter Kropotkin) oder dem Nationalismus (Herder) zu.
Beinahe unüberschaubar wird das politische Denken des 20. Jahrhunderts. Um die Jahrhundertwende führen Gaetano Mosca, Vilfredo Pareto, Max Weber und Robert Michels soziologische Ansätze und Forschungsmethoden in die politische Theorie ein. In der Folge setzen Joseph Schumpeter und Eric Voegelin auf konservativer Seite Maßstäbe. Unter anderem Ernst Fraenkel, Ralf Dahrendorf, Isaiah Berlin und Karl Popper führen das liberale Denken zu einem Höhepunkt, wobei sich die liberale Denkschule bezüglich staatlicher Eingriffe in die Wirtschaft uneins ist und die Positionen von Staatsinterventionismus (John Maynard Keynes) bis zum Wirtschaftsliberalismus, ja Anarchokapitalismus reichen. Die marxistische beziehungsweise kritisch-dialektische Denkschule wird von Antonio Gramsci, Max Horkheimer, Theodor W. Adorno, Herbert Marcuse, und Jürgen Habermas weiterentwickelt. Viele dieser Autoren haben, wie auch ihre Vorgänger, die zeitgenössischen politischen Theoretiker und Philosophen wie Niklas Luhmann, Robert Nozick, John Rawls, Michael Walzer und Iris Marion Young beeinflusst.
In besonderer Weise hat die Frage nach dem Staat das politische Denken der Gegenwart bestimmt.
Der Staat als Denkinhalt
In der anschließenden geistesgeschichtlichen Phase wird der Staat – häufig als Selbstzweck – gedacht. Es erfolgt die Diskussion zwischen den verschiedenen Konzepten eines Staates. Besondere Höhepunkte dieser Diskussion bilden die Überlegungen von Thomas Hobbes mit dem Staat als Leviathan und die politikphilosophischen Werke von Georg Wilhelm Friedrich Hegel, der den Staat als Sittlichkeit darstellt.
Der Staat als Instrument
In neuerer Zeit wird der Staat meist als Instrument angesehen, gelegentlich auch für völlig überflüssig erachtet. Karl Marx lehrte, dass der Staat verfalle, wenn erst die klassenlose Gesellschaft erreicht sei. Vorher sei die Machtübernahme des Proletariats nötig. Anders ist dies im Anarchismus, wo der Staat abgeschafft werden soll. Der Staat wird in vielen Ideologien als Mittel zum Zweck angesehen. Hitler gewann viele Anhänger mit der Forderung, dass der Staat dem Volk zu dienen habe. Anders sah dies Benito Mussolini, der aber den Staat ebenfalls als Instrument, nämlich zur Wiedererrichtung einer antiken Ordnung verstand. Auch der konservative deutsche Jurist und politische Philosoph Carl Schmitt sah den Staat vor allem als Ordnungsfaktor, der Recht schafft.
Pluralismus
Die politische Theoretikerin Hannah Arendt vertritt ein Konzept von „Pluralität“ im politischen Raum. Zwischen den Menschen besteht eine potentielle Freiheit und Gleichheit in der Politik. Jeder sollte in der Lage sein, die Perspektive des anderen einzunehmen. An politischen Vereinbarungen, Verträgen und Verfassungen sollten auf möglichst konkreten Ebenen gewillte und geeignete Personen beteiligt sein. Daher lehnt sie rein repräsentative politische Demokratien ab und bevorzugt Rätesysteme bzw. Formen direkter Demokratie.
In den neueren pluralistischen Konzepten, wie sie vor allem von dem britischen Theoretiker Harold Laski (Labour Party) entwickelt wurden, gilt der Staat als eine von vielen wirkenden Kräften, aber nicht mehr als der Vertreter der Gesamtheit. Diese Betrachtungen haben sich zwischenzeitlich auch auf andere politische Philosophien übertragen. Der Liberalismus, der dem Staat schon immer skeptisch gegenüberstand, konzipierte ein staatsarmes System, das polemisch als Nachtwächterstaat bezeichnet wurde. Diese Gedanken liefen in der neuesten Zeit zusammen mit den Pluralismus-Ideen Laskis und sind heute praktisch zu einer Einheit verschmolzen.

## Moderne Politische Theorie
Die Moderne Politische Theorie umfasst die positive politische bzw. empirisch-analytische politische Theorie sowie die Wissenschaftstheorie der Politikwissenschaft:

### Positive Politische Theorie
Das wissenschaftstheoretische Fundament der Modernen bzw. empirisch-analytischen Politischen Theorie bildet der empirisch-analytische Ansatz der Politikwissenschaft.
Während unter politischer Philosophie Theorien bezeichnet werden, die meistens auf Basis eines normativ-ontologischen oder kritisch-dialektischen Ansatzes auch normative Fragen zu beantworten trachten bzw. auch zur Besserung der Welt beitragen wollen, wollen empirisch-analytische politische Theorien, gemäß ihrem wissenschaftstheoretischen Ansatz rein deskriptiv und wertneutral sein. Ziel ist ein möglichst genaues Verständnis der realen, existierenden Verhältnisse zu erreichen. Die entwickelten Theorien müssen sich sodann durch ihre Erklärungs- und Vorhersagekraft für die Realität beweisen. Dadurch können sie aber nur widerlegt (falsifiziert) und niemals endgültig als wahr bezeichnet werden (Verifizierbarkeit). Eine so genannte gültige Theorie ist also eine noch nicht (grundlegend) falsifizierte Theorie.
Alternativ, obgleich etwas ungenau, wird die Bezeichnung empirisch-analytische politische Theorie auch dann verwandt, wenn man sich auf Basis des (empirisch-)analytischen Ansatzes mit Ideen der klassischen politischen Ideengeschichte oder der politischen Philosophie beschäftigt. Dabei wird versucht, mithilfe der so genannten rationalen Rekonstruktion alle wertenden Elemente herauszunehmen und eventuell vorhandene logische Sprünge zu schließen.
Wichtige Theoriestränge innerhalb der empirisch-analytischen politischen Theorien sind der Behavioralismus, die Neue politische Ökonomie, die Systemtheorie und Rational Choice bzw. Social Choice Ansätze. Zur Methodik der empirisch-analytischen politischen Theorie siehe auch: Kritischer Rationalismus.

#### Behavioralismus
Der Behavioralismus in der Politikwissenschaft entstand in den 1940er Jahren in den USA. Die Wegbereiter dieses konsequent individualistischen Ansatzes waren Harold Lasswell und Charles Edward Merriam (Chicago-Schule). Man kann unterscheiden zwischen einem empirischen (Verhaltenstheorie, Handlungstheorie) und einem theoretisch orientierten Behavioralismus.

#### Neue Politische Ökonomie
In der so genannten Neuen Politischen Ökonomie (NPÖ) werden die Methoden der Ökonomie zur Erforschung rationalen politischen Verhaltens eingesetzt. Wichtige Konzepte sind die Theorie der rationalen Entscheidung und die Spieltheorie. Anthropologische Basis ist das Modell des rationalen, nutzenmaximierenden homo oeconomicus (methodologischer Individualismus).
Auf dieser Grundlage hat der Ökonom Joseph Schumpeter die Ansätze zur Ökonomischen Demokratietheorie entworfen, in welcher Demokratie eine reine Methode darstellt zur Herstellung politischer Entscheidungen, „bei der einzelne die Entscheidungsbefugnis vermittels eines Konkurrenzkampfes um die Stimmen des Volkes erwerben.“ Ausformuliert und auf die Erklärung rationalen Wahlverhaltens angewendet wurde sie jedoch erst von Anthony Downs in seinem 1957 erschienenen Werk „An Economic Theory of Democracy“.
Eine andere Branche der NPÖ befasst sich mit den in pluralistischen Gesellschaften immer entstehenden politischen Organisationen, Mancur Olson und James Wilson haben eine Theorie kollektiven Handelns entworfen, die mittels des Kollektivgut-Konzeptes zu erklären vermag, weshalb Menschen sich in politischen Organisationen überhaupt organisieren und welche sozialen Gruppen dabei am ehesten ihre Interessen durchsetzen können (kleine Organisationen mit homogenen Interessen: z. B. Piloten, Bauern; dagegen schlecht: Arbeitslose). W. Niskanen beschäftigt sich mit Bürokratien als einer besonderen Form der politischen Organisation und erklärt über das individuelle Profilierungsinteresse der Mitarbeiter die These von der budgetmaximierenden Bürokratie (Ökonomische Theorie der Bürokratie).
Die Sozialwahltheorie oder Theorie der kollektiven Entscheidungen beschäftigt sich mit der Aggregation von individuellen Präferenzen zu einer kollektiven Präferenz/Entscheidung, welche durch die Art der Abstimmungen und Wahlen beeinflusst werden. Die in diesem Aggregationsprozess auftretenden Problemen und Paradoxien werden unter dem Blickwinkel der Wahrscheinlichkeit bestimmter Entscheidungsergebnisse betrachtet, um zu ihrer Vermeidung und Lösung beizutragen.

#### Systemtheorie
Die soziologische Systemtheorie arbeitet auf Basis des methodologischen Kollektivismus. Ab 1945 begann der amerikanische Soziologe Talcott Parsons die Theorie des Strukturfunktionalismus zu entwickeln. Er analysiert dabei Arbeits- und Handlungssysteme mittels des so genannten AGIL-Schemas, dessen vier Funktionen jedes Handlungssystem zur Selbststabilisierung mittels funktionaler Differenzierung entwickeln muss. David Easton konkretisierte diese Konzeption dann für die Politikwissenschaft durch sein Systemmodell. Die Gesellschaft (soziales System) liefert dabei dem politischen System einen Input in Form von Unterstützungen, Forderungen und Bedürfnissen. Das politische System kann mittels entsprechendem Output die Akzeptanz desselbigen in der Gesellschaft sichern.
Eine andere systemtheoretische Variante stellt das Modell der Autopoiese dar, zurückgehend auf die chilenischen Biologen Humberto Maturana und Francisco Varela. Auf dieser Grundlage entwickelte der Bielefelder Soziologe Niklas Luhmann seine funktional-strukturelle Systemtheorie. In der politikwissenschaftlichen Debatte kommt Luhmanns Theorie, die er in Abwandlung und Ablehnung zu Parsons Konzept entwarf, kaum vor. Kritiker führen dies darauf zurück, dass seine Modellkonstruktionen zu unklar und damit schwer operationalisierbar seien, was seine Theorie für die empirische Anwendung schlecht geeignet erscheinen lasse. Luhmanns Anhänger weisen dies zurück und vermuten vielmehr, dass Luhmanns ihrer Ansicht nach bahnbrechenden Theorie aus sachfremden Erwägungen nicht der ihr eigentlich zustehende Stellenwert eingeräumt werde.

### Wissenschaftstheorie der Politikwissenschaft
Die allgemeine Wissenschaftstheorie ist eine Metawissenschaft, d. h. sie möchte über die Wissenschaft selbst Erkenntnisse gewinnen. Die Wissenschaftstheorie der Politikwissenschaft versucht, diese gewonnenen Erkenntnisse für die Untersuchung politischer Phänomene fruchtbar zu machen.
Grundlegend für alle Wissenschaften ist dabei das Rationalitätspostulat, welches drei Anforderungen stellt:
1. Sprachliche und logische Präzision erfordert, die mehrdeutige Alltagssprache durch ausdrücklich definierte Begrifflichkeiten (Wissenschaftssprache) zu ersetzen und logisch korrekt, d. h. widerspruchsfrei und mittels Deduktion, zu argumentieren.
2. Das Intersubjektivitätsprinzip erfordert, dass im Prinzip alle Menschen beim Einsatz gleicher Methoden zu den gleichen Ergebnissen kommen (Überprüfbarkeit). Daher müssen die verwendeten Begriffe definiert und die Methode des wissenschaftlichen Vorgehens exakt angegeben werden. Das bedeutet nach positivistischem Verständnis aber noch nicht, dass das Ergebnis wahr ist, denn z. B. kann die Methode dem Gegenstand unangemessen sein.
3. Die Begründbarkeit erfordert, dass für die Positionen nachvollziehbare Argumente angegeben werden müssen. Ein Verweis auf die eigene (subjektive) Meinung oder göttliche Erleuchtung und Glauben sind keine wissenschaftlichen Gründe.

Die verschiedenen wissenschaftlichen Vorgehensweisen, die von Politikwissenschaftlern eingesetzt werden, lassen sich dabei grob in drei Ansätze unterscheiden.

#### Normativ-ontologischer Ansatz
Auch/ähnlich: ontologisch-normativer, normativer, praktisch-philosophischer oder essentialistischer Ansatz, Freiburger Schule (der Politikwissenschaft, nicht der Nationalökonomie) oder Münchner Schule

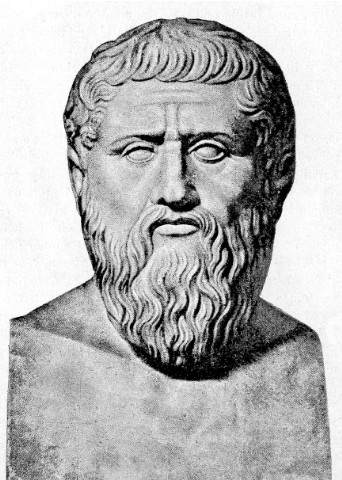
Platon

Der normativ-ontologische Ansatz ist das älteste, auf die klassische griechische Philosophie (Platon, Aristoteles u. a.) zurückgehende Konzept von politischer Wissenschaft.
Kennzeichnend ist, dass Politikwissenschaft sich nicht in empirischen Analysen erschöpfen sollte, sondern stets auch normative, d. h. Wertfragen zu berücksichtigen habe. Gemeinsam ist allen dieses Ansatzes demnach die Lehre von einem absoluten Sein, welche davon ausgeht, dass es eine Realität, eine Wahrheit und eine Moral gibt, und dass man diese mit den richtigen Methoden auch finden kann. Politik hat demnach ein Ziel, ein Leitbild oder einen Idealzustand, der ihr inhärent ist. Klassische Paradigmen sind der Begriff des guten Lebens, wie ihn Aristoteles geprägt hat, oder Platons Lehre von der idealen Polis, in der er die Gerechtigkeit verwirklicht sieht. Bei Platon gerät die Normativität in die Nähe der Utopie, was einen wesentlichen Kritikpunkt an dem Ansatz generell darstellt. Der moderne Vertreter Dolf Sternberger bezeichnet den Frieden als Norm aller Politik. In dieser Variante spielt der normative Ansatz auch eine Rolle in der politikwissenschaftlichen Teildisziplin der Internationalen Beziehungen. Andere Möglichkeiten sind beispielsweise die Orientierung an der freiheitlichen Demokratie.
Die Normen wurzeln in einem analog als vorgegeben betrachteten Wesen des Menschen. Der Mensch wird als Teil einer umfassenden Seinsordnung (daher ontologisch) begriffen und lässt sich insofern nicht auf rein innerweltliche Vorstellungen reduzieren. Bei Eric Voegelin ist dies besonders stark ausgeprägt und erhält dabei Züge einer politischen Theologie.
Es findet eine Abgrenzung statt von der Vorstellung einer wertfreien Sozialwissenschaft, wie sie vor allem Max Weber entwickelt hat. Zwischen empirischen, analytischen und normativen Methoden wird daher in der Regel nicht streng getrennt. Dabei kann durchaus auch empirisch-analytisch gearbeitet werden, allerdings im Unterschied zur rein empirischen Analyse immer unter dem Fokus einer Norm. So ist bereits Aristoteles in seiner „Politik“ von einer umfangreichen empirischen Materialsammlung ausgegangen, um die gefundenen Typen von Polisverfassungen daraufhin zu überprüfen, wieweit sie die Verwirklichung seiner Vorstellung vom guten Leben ermöglichen. Bevorzugte Methoden normativ-ontologisch vorgehender Politikwissenschaftler sind: das historisch-genetische Verfahren, die Hermeneutik, die Phänomenologie und die Topik. Typische politikwissenschaftliche Fragestellungen auf Basis dieser Ansätze sind unter anderem die Suche nach der richtigen politischen Ordnung und dem wahren Wesen des Menschen, Ratschläge zur Umsetzung guter Politik zu geben und die Interpretation der Geschichte gemäß einer gefundenen Zielorientierung, allerdings ohne dass damit immer eine Geschichtsphilosophie verbunden wäre.
Bekannte Vertreter normativ-ontologischer Ansätze sind als Theoretiker Hannah Arendt, Wilhelm Hennis, Leo Strauss, Eric Voegelin und Henning Ottmann sowie aus anderen politikwissenschaftlichen Teildisziplinen Dolf Sternberger, Karl Loewenstein und Ernst-Otto Czempiel. Nach Henning Ottmann ist der Begriff „normativ“ „unglücklich und geradezu irreführend“. Er spricht stattdessen von neoklassischer politischer Philosophie.

#### Kritisch-dialektischer Ansatz
Ähnlich: neomarxistischer, historisch-dialektischer Ansatz oder Frankfurter Schule (=Kritische Theorie), Marburger Schule

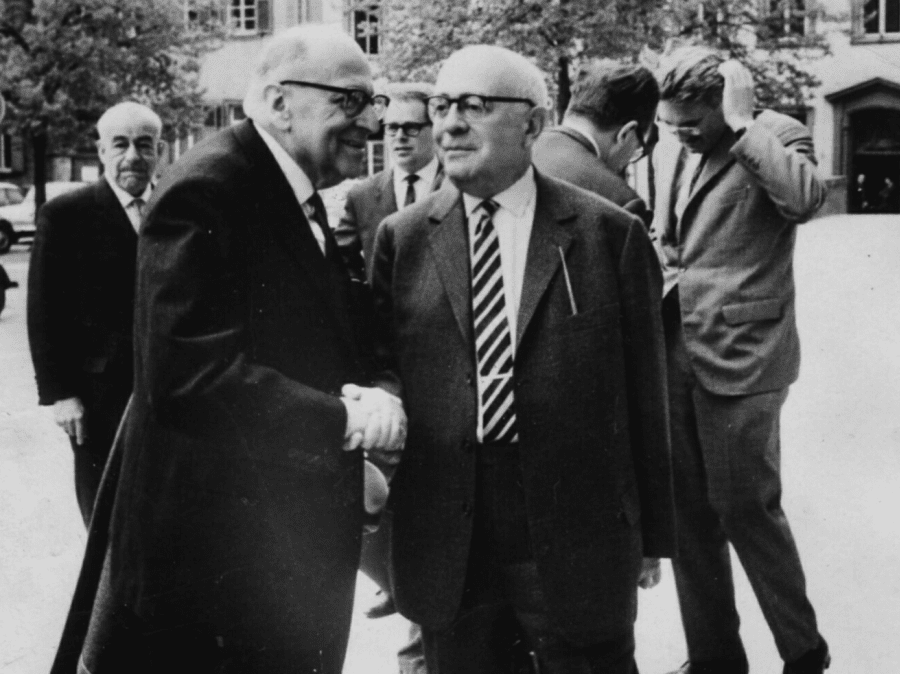
Max Horkheimer (links) mit Theodor W. Adorno (vorne rechts) und Jürgen Habermas (hinten rechts) in Heidelberg, 1965

Ausgehend vom idealistischen Erkenntniskonzept Hegels bzw. der daran anknüpfenden materialistischen Philosophie von Karl Marx und Friedrich Engels des 19. Jahrhunderts entwickelte insbesondere die Frankfurter Schule wichtige Modifikationen. Auch hier gibt es nur eine Wahrheits- und Moralvorstellung, allerdings abhängig von den herrschenden gesellschaftlichen Bedingungen. Die absolute Wahrheit und Moral kann dabei nur auf der letzten Stufe der geschichtlichen Entwicklung erreicht werden (Geschichtlichkeit). Bei Marx ist dieser Endzustand die klassenlose, kommunistische Gesellschaft, nachdem der Staat überflüssig geworden und verschwunden ist. In der kritischen Theorie ist der emanzipierte Mensch und in der durch Jürgen Habermas veränderten Variante der herrschaftsfreie Diskurs das Ziel im Hinblick auf gesellschaftliche Veränderung des Politischen.
Der Anspruch der Totalität geht davon aus, dass Phänomene nicht isoliert betrachtet werden können und nur mittels kombinierter Methoden Erkenntnisse über das dynamische Ganze gemacht werden können. Methodisch werden empirische und hermeneutische Verfahren um normative Aspekte ergänzt. Aufgaben einer so verstandenen Forschung sind die Erfassung der Totalität politischer Phänomene und die Kritik der gesellschaftlichen Verhältnisse, um zur Emanzipation des Menschen beizutragen.
Wichtige Vertreter für die kritisch-dialektische Theorie sind Herbert Marcuse, Theodor Adorno, Max Horkheimer, Jürgen Habermas, Wolfgang Abendroth und in anderen politischen Teildisziplinen Claus Offe, Hartmut Elsenhans und Joachim Hirsch.

#### Empirisch-analytischer Ansatz
Ähnlich: Empirismus, Rationalismus, Positivismus, Neopositivismus, kritischer Rationalismus, Verifikationismus, Induktivismus, Wiener Kreis, Falsifikationismus, Logischer Empirismus

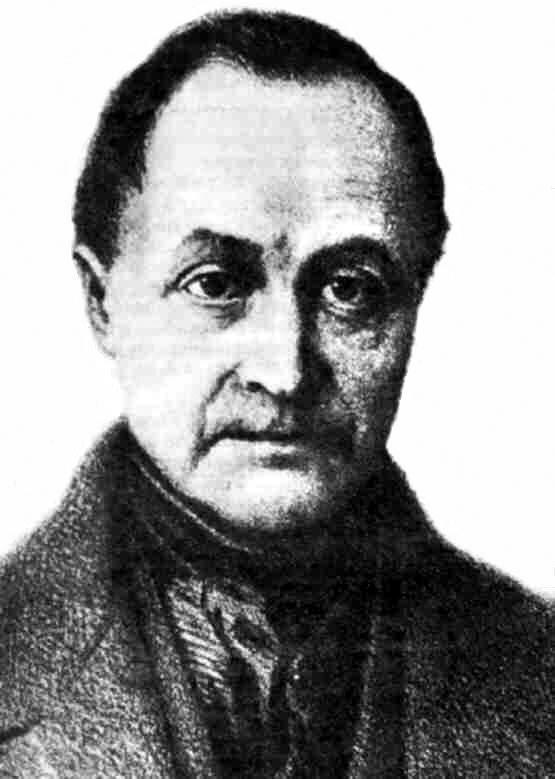
Auguste Comte

Dieser Ansatz entwickelte sich mit der Herausbildung der naturwissenschaftlichen Methode die mit Personen wie Galileo Galilei, René Descartes und Francis Bacon und für die Sozialwissenschaften (damals noch Teil der Philosophie) besonders mit Niccolò Machiavelli, Thomas Hobbes, John Locke, Auguste Comte und Max Weber verbunden ist. Erst durch diese neuen empirischen und analytischen Verfahren verselbständigten sich die heute so genannten Sozialwissenschaften von der Philosophie.
Trotz vielfältiger Unterschiede, haben doch alle empirisch-analytischen Wissenschaftszugänge, neben dem hypothetischen Realismus als ontologischer Grundlage, zwei Gemeinsamkeiten: (1.) Eine präzise, weitgehend formalisierte Wissenschaftssprache sollte die Mehrdeutigkeiten der Alltagssprache minimieren, um zu wertfreien Beschreibungen der Realität zu gelangen. So explizierte Rudolf Carnap die Unterscheidung der Wissenschaftssprache in empirische Sätze (die Aussagen über die als existent angenommene Realität machen) und analytische Sätze, die nur logischen, sprachlichen Konventionen unterworfen sind. (2.) Entsprechend den beiden Wissenschaftssprachen gibt es auch zwei Wahrheitskonzepte: Empirische Sätze können nur mittels Vergleich mit der Realität (Korrespondenztheorie) und analytische Sätze nur über logische Verfahren (Kohärenztheorie) auf ihre Richtigkeit geprüft werden. Einen richtigen analytischen Satz (logisch ableitbar aus anderen analytischen Sätzen) nennt man gültig, sonst kontradiktorisch. Da beliebig analytisch definiert werden kann, enthalten solche Sätze keine Wahrheit – sie machen ja (ohne empirische Unterfütterung) keinerlei Aussage über die Realität.
In einer Erfahrungswissenschaft wie der Politikwissenschaft werden dabei beide Konzepte genutzt. In den so genannten Formalwissenschaften wie der Mathematik, Logik, reinen Linguistik und der Informatik wird nur die analytische Sprache verwendet.
Der wissenschaftliche Prozess in den Erfahrungswissenschaften gliedert sich in zwei Schritte. (1.) Mittels Induktion schließt der Forscher aufgrund seiner Beobachtungen (von Einzelfällen) auf allgemeine Zusammenhänge und bringt diese in die Form so genannter Hypothesen („je… desto…“ oder „wenn… dann…“). Induktive Schlüsse sind nicht logisch korrekt, aber zur Ausformulierung der empirischen Vermutung notwendig. Sie haben daher viel mit der Intuition und Kreativität des Forschers zu tun. (2.) Anhand der Deduktion werden nun die Hypothesen oder daraus logisch abgeleitete Behauptungen, an der Realität, also empirisch, überprüft. So lange die Hypothese nicht widerlegt (Falsifikation) ist, nennt man sie bewährt oder vorläufig verifiziert (Falsifikationismus). Bewährte zusammenhängende Hypothesen bezeichnet man auch als Theorie, und wenn sie sich schon länger als richtig erwiesen haben schließlich als Gesetz.
Wie schon am Fehlen normativer Elemente zu sehen, versucht dieser Ansatz den Anspruch Max Webers nach Wertneutralität zu erfüllen und nur Beschreibungen der und Prognosen über die Realität abzugeben. Von Kritikern wird diese Neutralität bezweifelt und die Gefahr betont, dass solch wertfrei verstandene Wissenschaft letztlich nur den derzeit Herrschenden nutze und so bestehende (ungerechte) Herrschaftssysteme stabilisiere. Ganz wie Max Frisch in anderem Zusammenhang schrieb: „Wer sich eine politische Parteinahme sparen will, hat diese bereits vollzogen“ (zugunsten der gegenwärtig Herrschenden).

#### Übersicht und Vergleich der drei Schulen
|                     | Freiburger Schule (Normativ-ontologisch)                                                     | Mannheimer Schule (Empirisch-analytisch)                                     | Frankfurter Schule (Historisch/Kritisch-dialektisch) |
| ------------------- | -------------------------------------------------------------------------------------------- | ---------------------------------------------------------------------------- | --- |
| Forschungsinteresse | Wirklichkeitsschicht, die hinter der greifbaren politischen Wirklichkeit liegt               | Logisch einwandfreie Aussagen, die mit den Bezugsgegenständen übereinstimmen | Grundlegende historische und soziale Prozesse/Wirkungszusammenhänge offenzulegen |
| Forschungsziel      | Gewonnene gültige Normen können als konkrete Handlungsanweisungen genutzt werden             | Normativen Gehalt politischer Problemlösungen zu senken                      | Veränderungen der empirischen Wirklichkeit nach dem Vorbild der humanistisch aufklärerischen Ideale |
| Methode             | Philosophische Analysen, hermeneutischer Umgang mit Klassikern, sowie eigene Theorienbildung | Bildung/Anwendung werturteilsfreier Theorien, Statistik und Empirie          | Vorstellung des Geschichtsverlaufs als dialektischer Prozess, stetiger Konflikt zwischen These und Anti-These Hermeneutischer Umgang mit klassischen marxistischen Texten und empirischer Bestandsaufnahme politischer Gegenwart und Vergangenheit |

Gemeinsamkeiten der drei Schulen:
- sind auf der Suche nach der eigentlichen Struktur der politischen Wirklichkeit
- Forschung muss praktischen Nutzen mit sich bringen
- Totalitärer Anspruch aller drei Schulen
- behandeln Normen des Politischen Handelns
- Alle nehmen die empirische Wahrheit ihrer Aussagen in Anspruch

Unterschiede:
- Normativ-ontologische vs. empirisch-analytisch: Verstehen (Hermeneutik) vs. Analysieren/Erklären; Methode: Qualitative vs. Quantitative Herangehensweise
- Historisch-dialektisch vs. empirisch-analytisch: Dialektische Schule lässt Widersprüche zu, analytische arbeitet mit widerspruchsfreier Logik. Ferner sind bei der dialektischen Schule Voreingenommenheit/Parteilichkeit (dementspr. auch Werturteile!) zulässig. Bsp.: Forschung aus Sicht einer best. gesell. Gruppe (der Arbeiter o. ä.)
- Normativ-ontologische vs. Historisch-dialektische: Klassische Texte als Richtwert vs. Marxistisches Ideengut

## Rückblick und Ausblick
Nach den Erfolgen der Naturwissenschaften im 20. Jahrhundert hat sich das empirisch-analytische Wissenschaftsverständnis auch in den Sozialwissenschaften zunehmend durchgesetzt. Damit hat sich der Schwerpunkt innerhalb der Politischen Theorie verschoben. Bis etwa Ende des 19. Jahrhunderts waren die Sozialwissenschaften überwiegend noch nicht eigenständige Lehrfächer, sondern der Philosophie angegliedert. Entsprechend waren ihre Methoden meist philosophisch-spekulativ, häufig ausgehend von einer normativ-ontologischen Auffassung von Wissenschaft.
Seit der Etablierung der Politikwissenschaft im 20. Jahrhundert setzt sich unter den Forschern zunehmend ein empirisch-analytischer Zugang durch. Dies hat zur Folge, dass sich, von einigen Ausnahmen in der politischen Philosophie abgesehen (besonders John Rawls A Theory of Justice und Political Liberalism und sein libertärer 'Gegenpart' Robert Nozick Anarchy, State, and Utopia), der Schwerpunkt neuerer politikwissenschaftlicher Theoriebildung im Rahmen der so genannten empirisch-analytischen politischen Theorie vollzieht (besonders Systemtheorie und Neue Politische Ökonomie).
Gegenwärtig ist offen, ob sich dieser Prozess fortsetzt oder ob die zunehmende gesellschaftliche Abwertung traditioneller Werte und der Anstieg primär eigennutzorientierter Einstellungen (Hedonismus) in den modernen liberal-demokratischen Systemen nicht doch wieder zu einem Revival von normativen Diskursen auch innerhalb der Politikwissenschaft führen wird.